# Robert Wilhelm Bunsen
Robert Wilhelm Eberhard Bunsen, nemški kemik in fizik, * 31. marec 1811, Göttingen, Vestfalija, Nemčija, † 16. avgust 1899, Heidelberg, Baden.

## Življenje in delo
Bunsen je bil najmlajši od štirih sinov profesorja filologije. Študiral je kemijo na Univerzi v Göttingenu in tam leta 1831 doktoriral. Od leta 1836 do 1852 je predaval na Visoki obrtniški šoli (Politehniški šoli) v Kasslu, kjer je nadomestil Wöhlerja. Bil je univerzitetni profesor na univerzah v Marburgu in Breslauu (zdaj Wrocław). Potem pa je bil vse do upokojitve leta 1889 profesor na Univerzi v Heidelbergu.
Leta 1834 je odkril protistrup, hidrirani železov oksid, ki ga še danes uporabljamo proti zastrupitvi z arzenikom. Njegova raziskava dvojnih cianidov, je dokazala načelo v organski kemiji, da je narava sestavljenih snovi odvisna od radikalov, ki jo sestavljajo.
Rezultate svojih raziskav odpadnih plavžnih plinov je leta 1857 objavil v klasičnem delu Gasometrične metode. Z Gustavom Robertom Kirchhoffom velja za utemeljitelja spektralne analize. Leta 1859 sta skonstruirala prvi spektrograf na prizmo. Tega leta je s takšnim postopkom pravilno pojasnil Fraunhoferjeve absorpcijske črte v Sončevem spektru.
Leta 1861 sta z istim postopkom odkrila nova kemijska elementa rubidij in cezij. Po tem postopku se snov, ki se jo proučuje, pričvrsti na platinasto žico, se z Bunsenovim gorilnikom žari in opazuje s spektrografom. Iznašel je že omenjeni gorilnik, čeprav gre zasluga tudi Michaelu Faradayu. Konstruiral je dva galvanska člena s cinkom kot negativno in ogljikom kot pozitivno elektrodo. Člen je uporabil za napajanje obločne svetilke. Izumil je tudi fotometer s katerim je meril njeno svetlost. Galvanski  člen je uporabljal pri elektrolitskem postopku pridobivanja čistega kovinskega magnezija. Z elektrolizo je dobil tudi aluminij. Znan je tudi po fotometru z masno zaslonko na zaslonu iz papirja in črpalko na vodni curek.
Bil je zelo odličen eksperimentator. Izumil je še ledni kalorimeter in filtrirno črpalko.

## Priznanja

### Nagrade
Za svoje znanstvene dosežke je leta 1860 prejel Copleyjevo medaljo Londonske kraljeve družbe, leta 1877 Davyjevo medaljo in leta 1898 Albertovo medaljo.